# Karl Dornhecker
Karl Dornhecker (* 7. April 1928) ist ein ehemaliger deutscher Fußballspieler.
Dornhecker wurde mit dem FC Prien 1946 Pokalsieger der Ligaklasse III. 1950 gelang ihm mit seinem Verein, der sich inzwischen wieder als Fußballabteilung dem TuS Prien angeschlossen hatte, die A-Klassenmeisterschaft und somit der Aufstieg in die 2. Amateurliga. Dornhecker kam 1955 vom 1. FC Traunstein zum VfB Stuttgart. Er absolvierte in der Oberliga Süd von 1955 bis 1957 alle 60 Oberliga-Spiele für den VfB Stuttgart, in denen ihm vier Treffer gelangen. Außerdem war er in sechs Partien in der Endrunde um die Deutsche Meisterschaft für die Stuttgarter im Einsatz. Am ersten Spieltag der Runde 1955/56 debütierte der rechte Außenläufer beim 7:0-Heimsieg gegen die SpVgg Fürth in der Südliga. Am Rundenende konnte er mit Trainer Georg Wurzer und seinen VfB-Mannschaftskameraden die Vizemeisterschaft feiern und zog damit in die Endrunde ein. Mit der Standardläuferreihe Dornhecker, Robert Schlienz und Wolfgang Simon belegte der VfB gegen Borussia Dortmund, den Hamburger SV und Viktoria 1889 Berlin in den Gruppenspielen den dritten Rang. Im zweiten VfB-Jahr, 1956/57, war der Ex-Bayer wiederum in 30 Ligaspielen im Einsatz und erzielte auch vier Tore, belegte mit den Rot-Weißen aber den vierten Platz. 1957/58 spielte er eine Saison für den TSV 1860 München, für den er nur vier Oberligapartien bestritt, ehe er 1958 zur TSG Ulm 1846 wechselte. Beim Aufsteiger hatte der 30-Jährige am ersten Spieltag der Runde 1958/59 einen guten Einstand, die „Spatzen“ gewannen zum Start überraschend mit 3:2 Toren bei seinem Ex-Club VfB Stuttgart. An der Seite der Mitspieler Manfred Paul und Siegfried Kronenbitter absolvierte Dornhecker 27 weitere Oberligaspiele und erzielte dabei zwei Tore für Ulm, das mit dem 13. Rang den Klassenerhalt bewerkstelligen konnte. Sein letztes Oberligaspiel bestritt er am 24. April 1960 bei der 0:3-Auswärtsniederlage beim VfR Mannheim. Insgesamt kam er von 1955 bis 1960 auf 99 Oberligaspiele im Süden und erzielte dabei sechs Tore.